# Juan José de los Ángeles
Juan José de los Ángeles Segui (Xeraco, 21 febbraio 1973) è un ex ciclista su strada spagnolo, professionista dal 1997 al 2004.

## Palmarès

### Strada
- 1995 (Dilettanti, tre vittorie)

Premio Alcalalí
Challenge de la Marina
Trofeo San Isidro
- 1996 (Dilettanti, quattro vittorie)

Subida a Urraki
Trofeo San Lorenzo
Classifica generale Vuelta a Ávila
Bayonne-Pamplona
- 2001 (Kelme-Costa Blanca, una vittoria)

Gran Premio de Llodio

#### Altri successi
- 1998 (Kelme-Costa Blanca)

Classifica scalatori Volta a la Comunitat Valenciana

## Piazzamenti

### Grandi Giri
- Giro d'Italia

2000: 50º
2001: ritirato (3ª tappa)
2002: 33º
- Tour de France

1997: 55º
1998: ritirato (15ª tappa)
1999: 129º
- Vuelta a España

2002: 52º
2003: 83º

### Classiche monumento
- Milano-Sanremo

1998: 122º
1999: 124º
- Parigi-Roubaix

2001: ritirato
- Liegi-Bastogne-Liegi

2001: ritirato